# Iran Khodro
Iran Khodro (IKCO) (persisch ایران خودرو) ist der größte Automobilhersteller in Iran. Das persische Wort Chodro (خودرو) bedeutet „selbstfahrend“ und wird übersetzt mit ‚Automobil‘ bzw. ‚Fahrzeug‘.

## Beschreibung
IKCO war bis Januar 2025 ein staatlich geführtes Unternehmen, das am 18. August 1962 in Teheran von Ahmad und Mahmoud Khayami gegründet wurde. Anschließend wurde es privatisiert. Vor der islamischen Revolution im Jahr 1979 war das Unternehmen unter dem Namen Iran National bekannt. Den bisher größten Erfolg hatte Iran Khodro im Laufe seiner über 40-jährigen Firmengeschichte mit dem Mittelklassewagen Paykan. Dessen Produktion endete im Mai 2005.
Heute produziert Iran Khodro verschiedene Fahrzeuge, darunter Lizenzbauten und Eigenentwicklungen:
- Samand (in den Varianten SE, LX, ELX, Soren und Sarir)
- Dena (ab 2012 als Nachfolger des Samand vorgesehen[5])
- Tara (auf dem Peugeot 301 basierend)
- Peugeot 206 und 206 SD (Stufenheckvariante)
- Runna (auf dem Peugeot 206 basierend)
- Peugeot 207 (Peugeot 206+)
- Peugeot 405 und den daraus abgeleiteten Peugeot Roa (mit Heckantrieb)
- Arisun (Pick-Up auf Basis des Peugeot 405)
- Peugeot Pars (auf dem Peugeot 405 basierend)
- Reera (auf dem Peugeot 2008 basierend)
- Suzuki Grand Vitara
- Tondar 90 (auf dem Dacia Logan basierend)
- Bardo (Pick-Up auf Basis des früheren Paykan/Hillman Hunter)

Außerdem stellt Iran Khodro mit verschiedenen Tochterfirmen Lastkraftwagen in Lizenzbau her, so zum Beispiel diverse Lastkraftwagen und Omnibusse von Mercedes-Benz (Actros und Sprinter), Hyundai (Modelle Mighty und Chorus) und MAN.

## Motoren

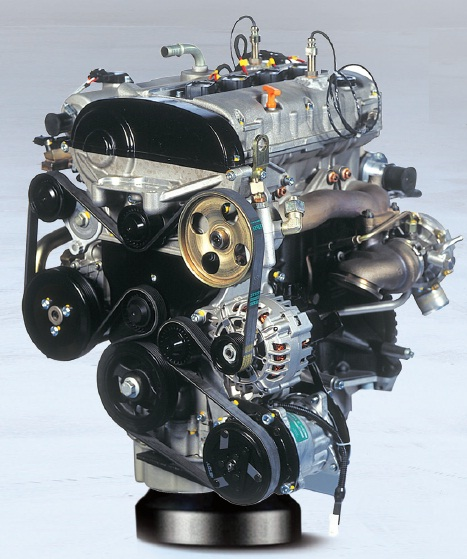
IKCO EF7 Dual-Fuel Vierzylindermotor

Die IKCO EF-Motoren sind Vierzylinder-Motoren. Die EF7-Serie wurde gemeinsam von der Iran Khodro Powertrain Company (IPCO) und der deutschen Firma FEV Motorentechnik entwickelt. IPCO ist der Hersteller für Antriebsstränge, welcher die Motoren für die Fahrzeuge von Iran Khodro entwirft und produziert.

## Markennamen
Für das Modell Paykan lautete der Markenname ebenfalls Paykan (englisch Peykan). Daneben wird seit 1979 oder 1984 Iran Khodro verwendet.

## Internationale Position
Iran Khodro hat eine Fabrik in Senegal, wo der Samand (in Senegal unter dem Namen SenIran bekannt) gefertigt wird. In Aazerbaidschan werden der AzSamand und der Dena gefertigt.

### Export
Exportmärkte für Khodro sind Russland, seit 2021Turkmenistan und seit 2023 auch Venezuela. Russland hat den import von Khodro Autos unterbunden, als es neue Richtlinien erließ, welche Khodro erst seit 2014 wieder erfüllte.

## Fahrzeuggalerie

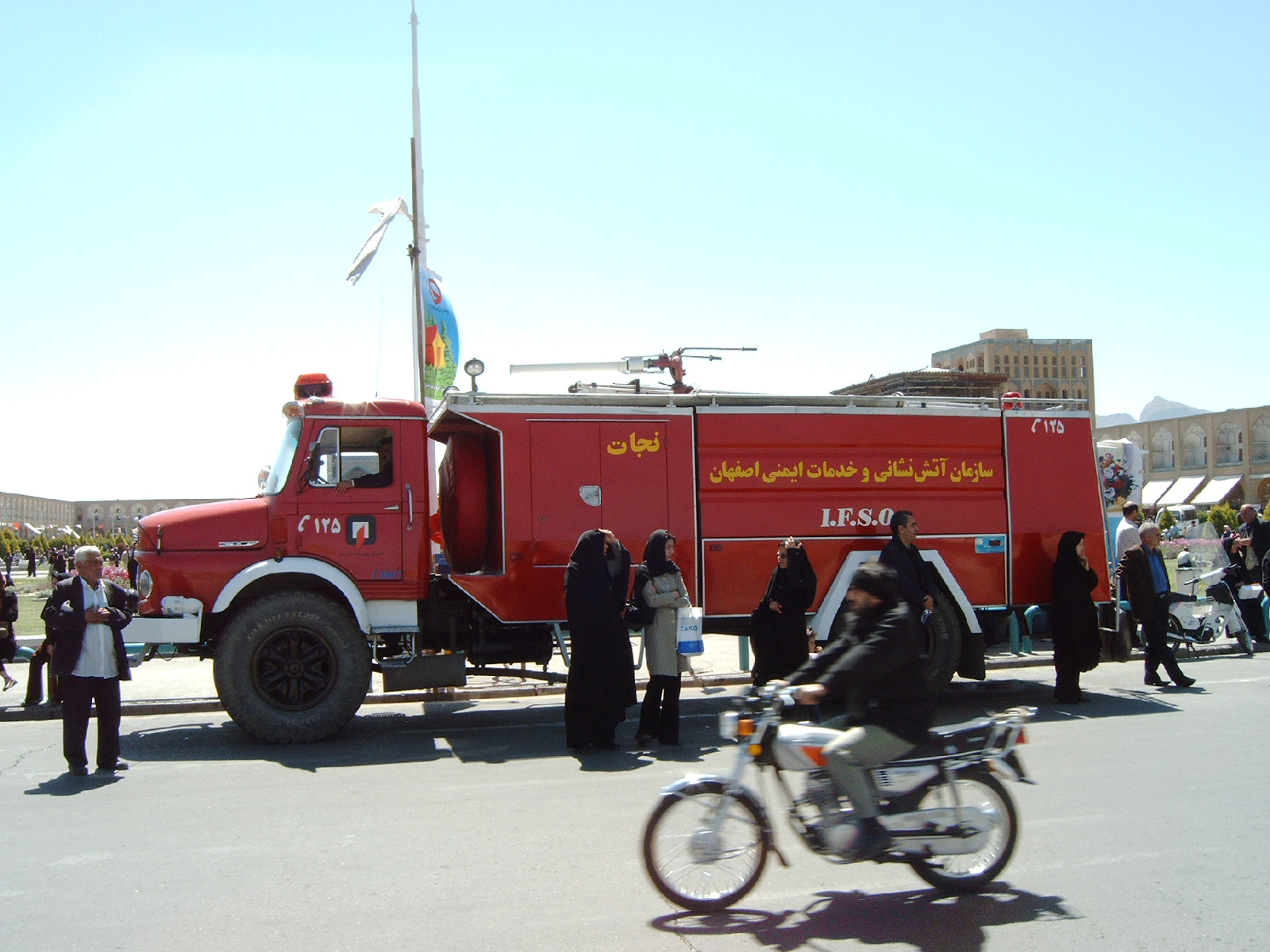
Iran Khodro baute in Lizenz von Mercedes-Benz ein Feuerwehrauto
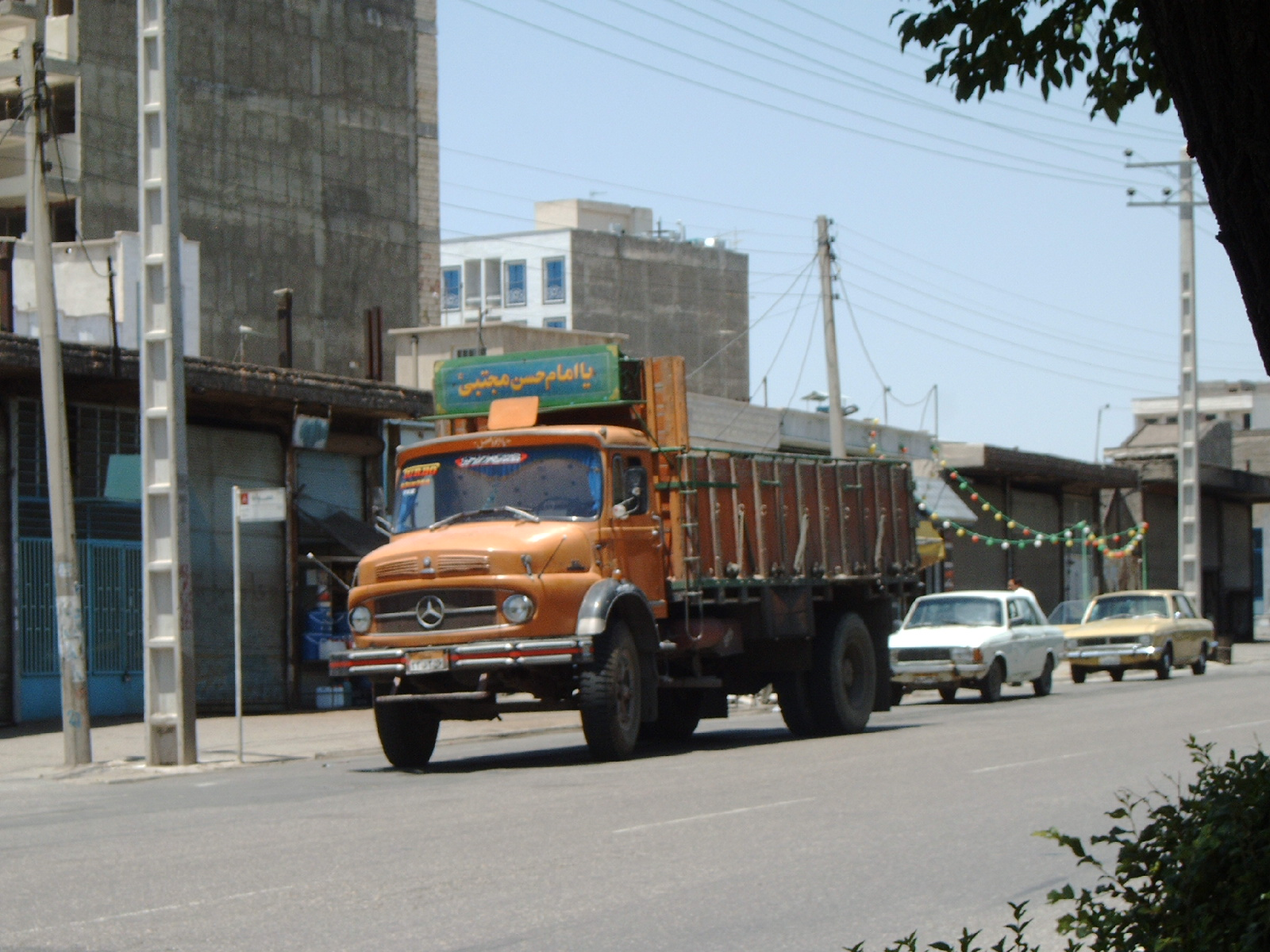
Iran Khodro baut in Lizenz von Mercedes-Benz Lkw
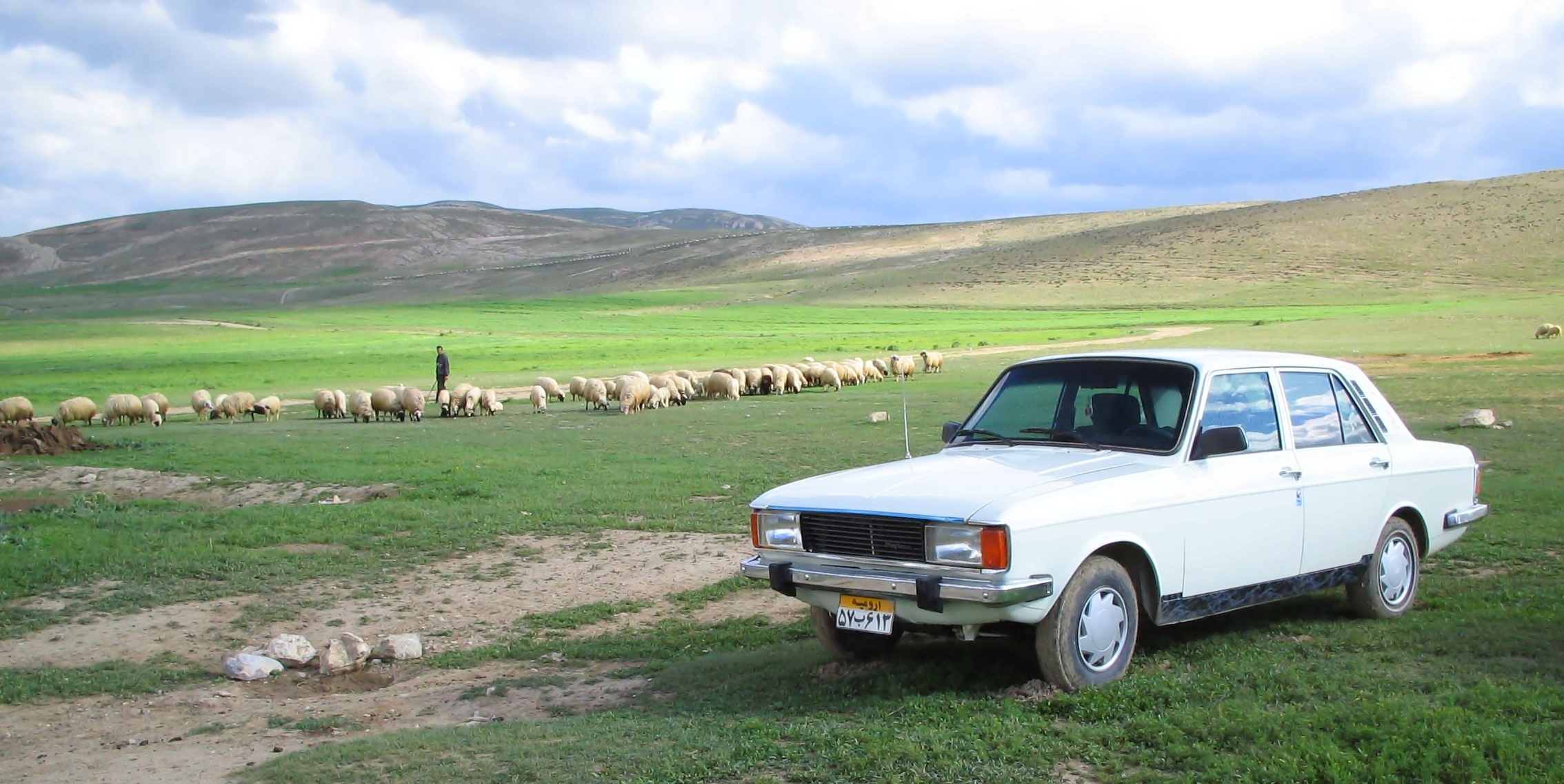
Paykan
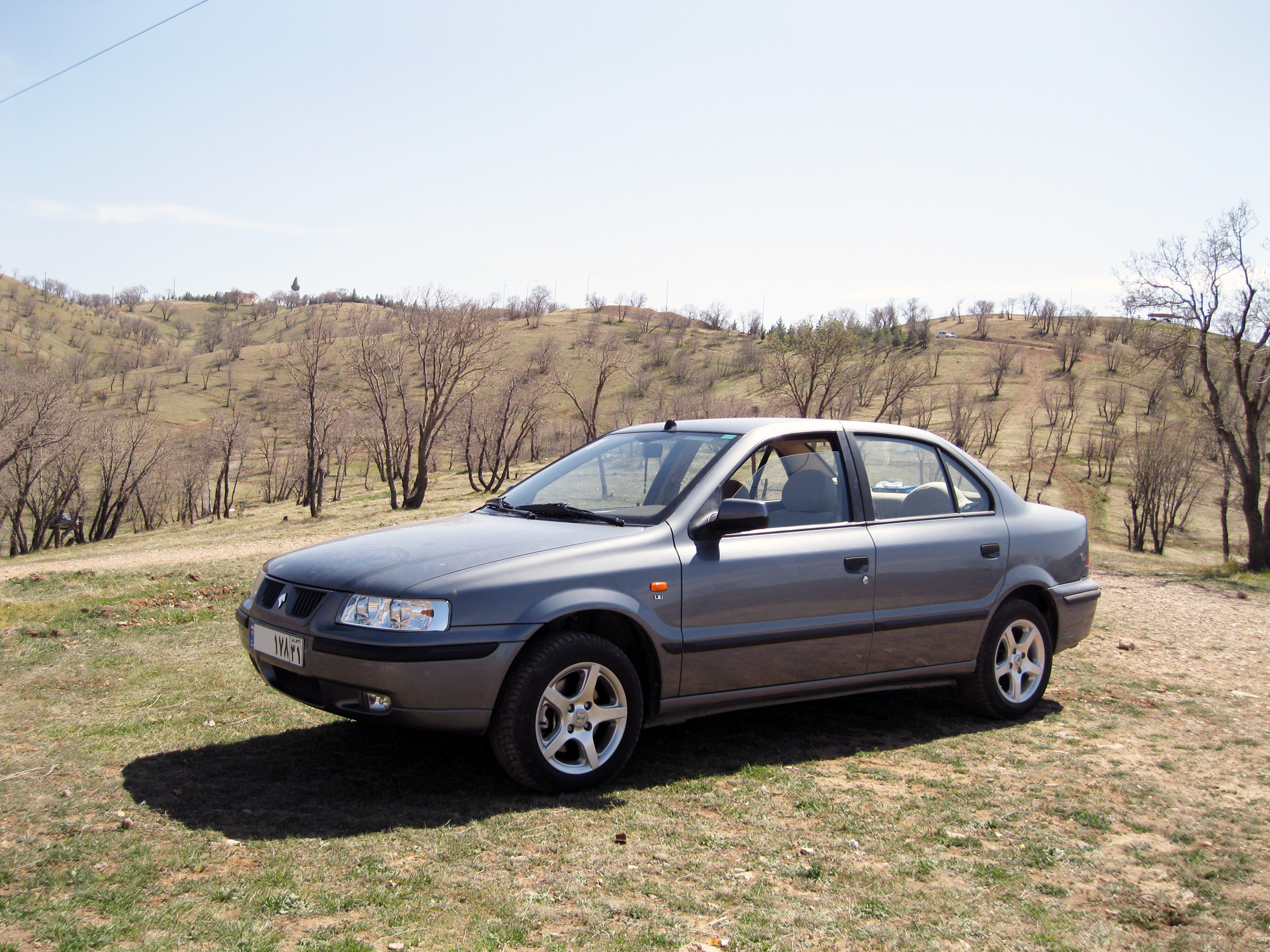
Samand LX von Iran Khodro
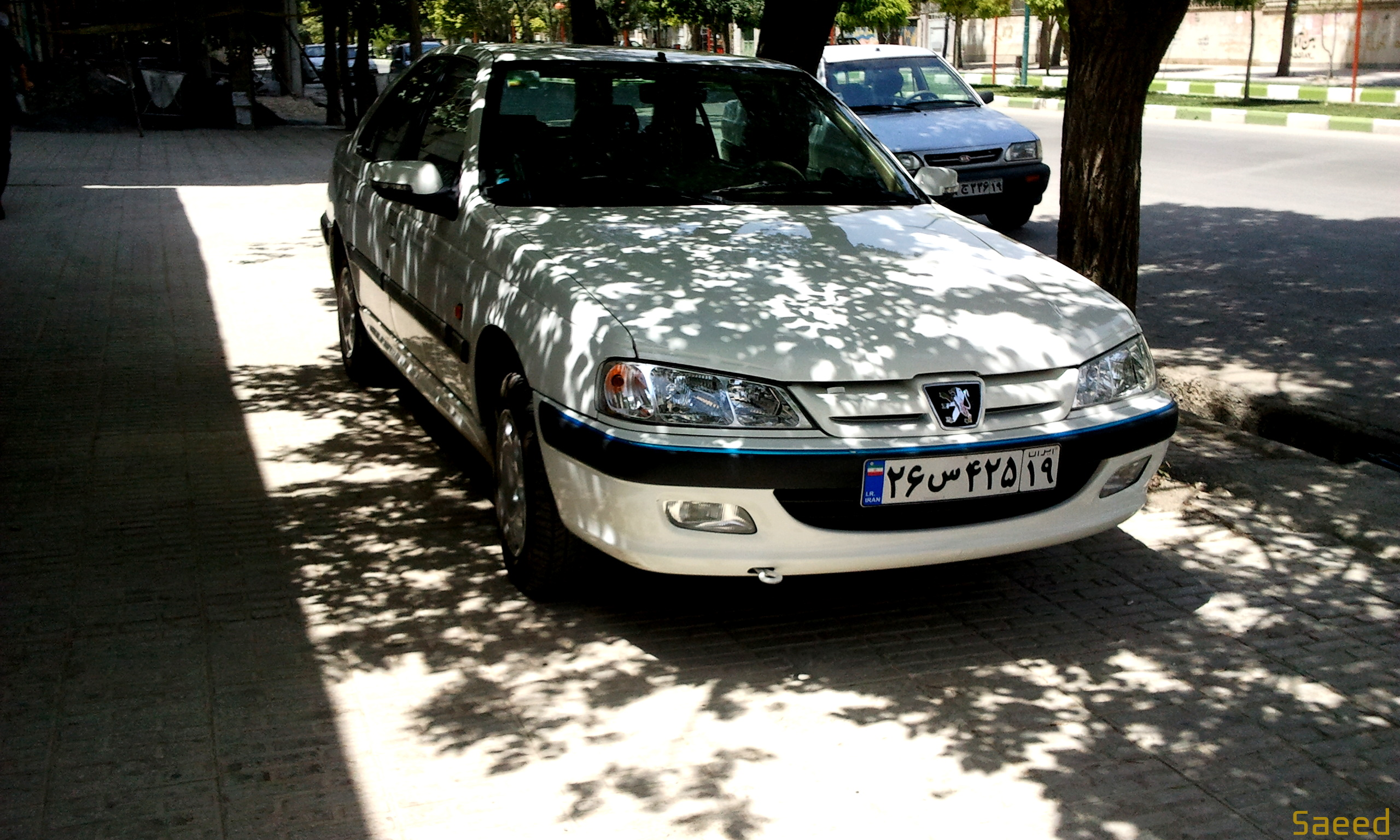
Iran Khodro beauftragte den Bau des Peugeot Pars
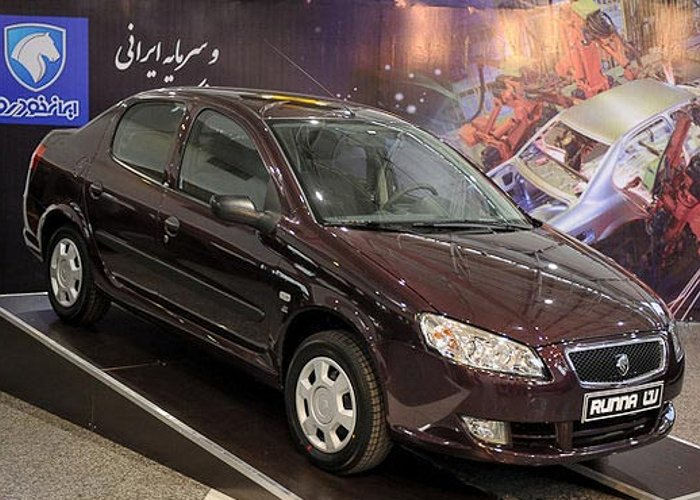
Runna von Iran Khodro